# Joe Thomas (fútbol americano)
Joseph Hayden Thomas (Brookfield, Wisconsin, 4 de diciembre de 1984), más conocido como Joe Thomas, es un exjugador profesional estadounidense de fútbol americano que se desempeñó en la posición de offensive tackle en la National Football League (NFL). Es miembro del Salón de la Fama del Fútbol Americano Profesional.

## Carrera
Thomas jugó como profesional once temporadas en Cleveland Browns (2007-2017), equipo en el que se retiró.

## Reconocimiento
El 17 de enero de 2023, fue seleccionado para ser miembro del Salón de la Fama del Fútbol Americano Profesional.